# Denotació
La denotació és el significat objectiu d'un mot o expressió, aquell que la majoria de parlants d'una llengua li atorguen per convenció i que es recull en obres normatives com els diccionaris. El contingut denotatiu no és fix, ja que varia al llarg del temps segons l'evolució natural de l'idioma, però no està tan subjecte al canvi com la connotació o sentit subjectiu.
En semàntica s'intenta estudiar la denotació a partir de trets mínims de sentit, de camps semàntics que relacionen paraules similars o a partir de la interacció de la paraula amb la resta d'elements de la frase on està inserida. La lingüística cognitiva rebutja l'existència de la denotació pura, tot i que admet el conjunt de trets com a definidors del significat.